# ペラヨ (戦艦)
| 1889年撮影「ペラヨ」 | |
| 艦歴                 | |
| 発注                 | ラ・セーヌ造船所 |
| 起工                 | 1885年4月 |
| 進水                 | 1887年2月5日 |
| 就役                 | 1888年7月3日 |
| 退役                 | |
| その後               | 1925年解体 |
| 除籍                 | 1923年 |
| 前級                 | |
| 次級                 | エスパーニャ級 |
| 性能諸元（竣工時）   | |
| 排水量               | 常備：9,745トン |
| 全長                 | 120.0m -m（水線長） |
| 全幅                 | 20.2m |
| 吃水                 | 7.58m |
| 機関                 | ニクローズ式石炭専焼円缶8基 +2気筒レシプロ2基2軸推 |
| 最大出力             | 9,600hp |
| 最大速力             | 16,7ノット(機関航行時) |
| 航続距離             | 10ノット/3,000海里 |
| 燃料                 | 石炭：500トン（常備） 1,000トン（満載） |
| 乗員                 | 520名 |
| 兵装                 | カネー 1884年型 32 cm（35口径）単装砲2基 カネー 1883年型 28 cm（35口径）単装砲2基 16.2cm（35口径）単装砲1基 12cm（35口径）単装砲12基 オチキス 5.7cm単装砲5基 3.7cm単装機砲14基 魚雷発射管単装7基 （1898年：カネー 1884年型 32 cm（35口径）単装砲2基 カネー 1883年型28 cm（35口径）単装砲2基 14cm（35口径）単装速射砲9基 オチキス 5.7cm（43口径）単装速射砲5基 3.7cm単装機砲14基 魚雷発射管単装7基（1910年撤去）） |
| 装甲                 | 舷側：298～451 mm 甲板：51～71mm 主砲バーベット：400mm（最厚部）、298mm（後盾） 主砲坊盾：50～80mm 司令塔：156mm（最厚部） |

ペラヨ (Acorazado Pelayo) は、スペイン海軍の戦艦。装甲艦しか保有していなかった同海軍が近代戦艦を持つべくフランスに発注した前弩級戦艦である。設計はフランスで輸出戦艦を数多く手がけ、チリ海軍戦艦「カピタン・プラット」、後にロシア帝国海軍のなどの戦艦設計を手がけた事で知られるアントワーヌ・ジャン・アマブル・ラガヌ。本艦は1888年の竣工から1925年までスペイン海軍の主力艦として就役した。同型艦はない。

## 概要
スペイン海軍では本艦をベースにして同型艦を揃えて一つのクラスにすることを考えていたが、1890年代にドイツ帝国が植民地獲得に乗り出し、スペインの植民地であるカロリン諸島の脅威となりつつあったため、海軍では航続性能の短い戦艦よりも航海性能に長けて戦艦に準じる火力を持つ装甲巡洋艦を建造することとなった。そのため、本艦以降の建造予算を新型装甲巡洋艦「インファンタ・マリア・テレサ級」の建造予算に充ててしまったためにスペイン海軍の前弩級戦艦は本艦1隻のみに留まった。

## 艦形

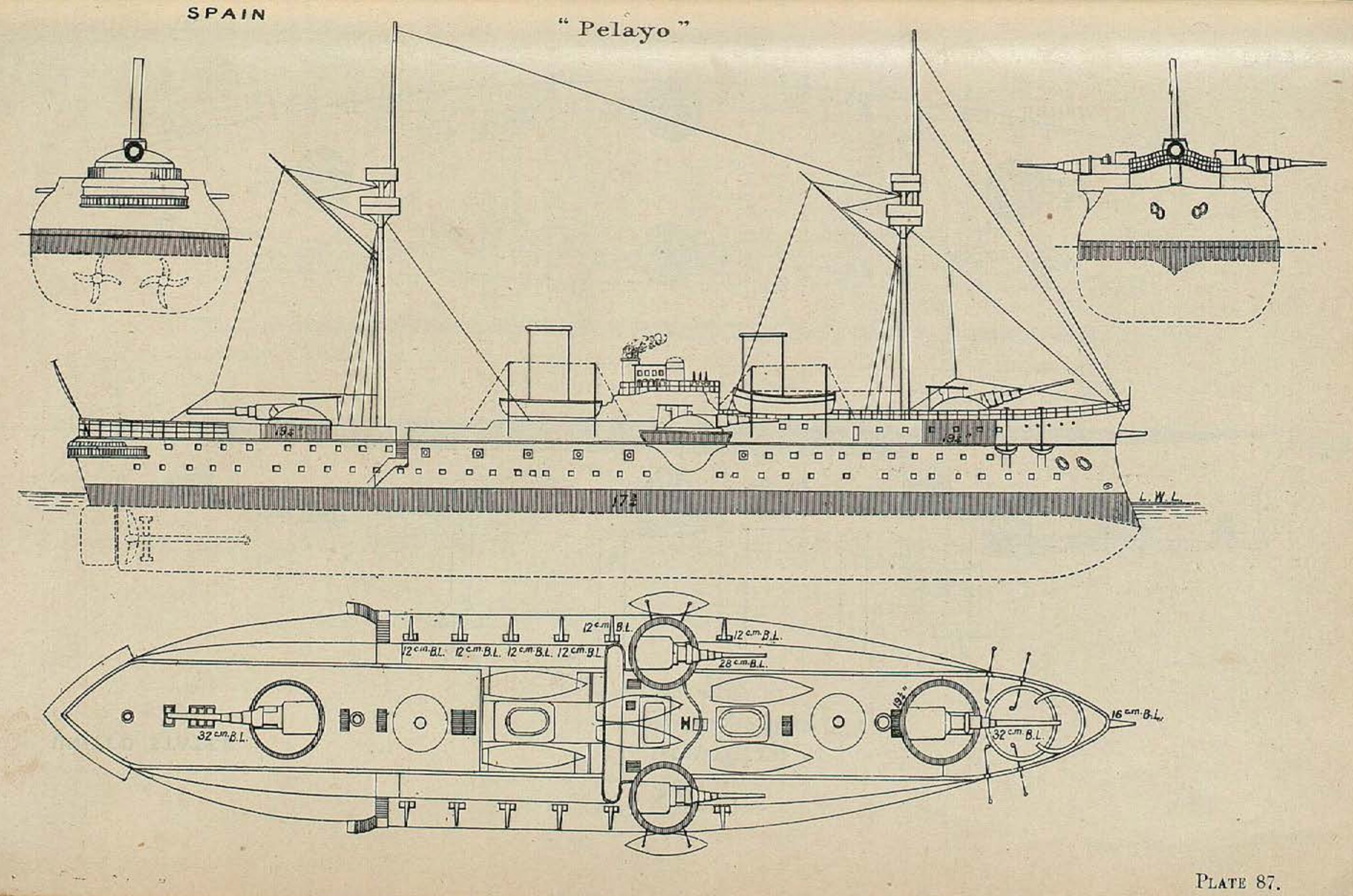
ペラヨの武装と装甲配置を示した図

スペイン海軍の要求性能は満載排水量状態でスエズ運河を通航可能で、長航続性能のため帆走設備を持つ物とされた。しかし、発注後に機関の信頼性向上に伴い、機関航行のみで長距離航行が可能となり帆走設備は竣工後に撤去された。
本艦の基本設計はラガヌが手がけたフランスの前弩級戦艦マルソー級をタイプシップに採り、船体の基本形状は艦首水面下に衝角をもつタンブル・ホーム型の平甲板型船体に2本のマストと中央部に2本煙突を持つ当時の一般的なフランス戦艦の形態である。この時代のフランス戦艦の特色として主武装として口径の異なる大口径砲を二種類搭載する事があり、本艦もそれに倣って艦首と艦尾甲板上にカネー社の新設計の「1884年型 32 cm（35口径）砲」を単装式の露砲塔で1基ずつ計2基。舷側の中央部に同じくカネー社の新設計の「1883年型 28 cm（35口径）砲」を単装式の露砲塔で片舷1基ずつ計2基を配置した。他に副砲として艦首部に砲門を開け、そこに16.2cm単装砲を1基。更に舷側に砲門を開けて12cm単装砲をケースメイト（砲郭）配置で片舷6基の計12基を配置した。この配置により艦首方向に最大で32cm砲1門・28cm砲2門・16.2cm砲1門、左右方向に最大で32cm砲2門・28cm砲1門・12cm砲6門を、艦尾方向に最大で32cm砲1門・28cm砲2門を指向する事が出来た。
艦首の32cm主砲塔の背後に頂上部に見張り所を持つ前部マストが1基、船体中央部に2本煙突が立ち、1番・2番煙突の間に左右に船橋を持つ操舵艦橋と司令塔が配置された。艦載艇は前後左右に配置された主砲の爆風を避けるために煙突の周囲など船体の高所に置かれ、1番・2番煙突の両脇に設けられたガントリークレーンにより運用された。
本艦は竣工後の1897年から1898年にかけて建造元のラ・セーヌ造船所で近代化改装を受けた。主な変更箇所は艦首の16.2cm砲と舷側の12cm砲を撤去して、替わりに新型の14cm単装砲9基に更新した。しかし、この改装中に米西戦争が起きたために工事が遅延して工期が遅れた。

## 主砲

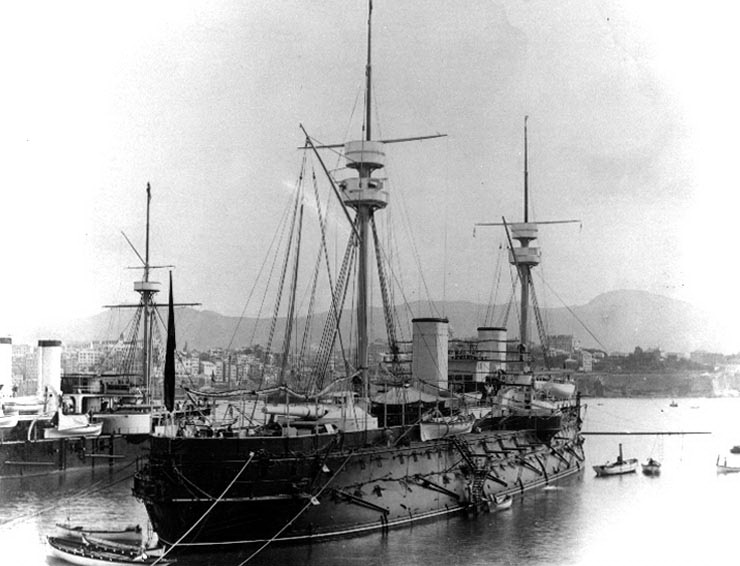
艦尾から撮影されたペラヨ。本艦は2種類の主砲を装備していた。

本艦の第一の主砲としてフランスの砲遁メーカー、カネー社の新開発の「カネー 1884年型 32cm（35口径）単装砲」を採用した。この砲の発展型は日本海軍の防護巡洋艦「松島型」の主砲にも用いられた優秀砲である（松島型は「カネー 1890年型 32cm（38口径）単装砲」）。その性能は重量400kgの砲弾を、最大仰角15度で11,000mまで届かせられ、この距離で垂直に立てられたクルップ鋼170mmを貫通でき、射程5,200mで舷側装甲279mmを貫通できる性能であった。
この砲を新設計の単装式のフード付き露砲塔に収めた。砲塔の俯仰能力は仰角15度・俯角5度である。旋回角度は左右125度の旋回角度を持つ、主砲身の俯仰・砲塔の旋回・砲弾の揚弾・装填は電力で補助に人力を必要とした。発射速度は5分間に1発であった。
本艦の第二の主砲として同じくカネー社の新開発の「カネー 1883年型 28cm（35口径）単装砲」を採用した。その性能は重量266kgの砲弾を、最大仰角15度で10,460mまで届かせられ、この距離で垂直に立てられたクルップ鋼138mmを貫通でき、射程5,040mで舷側装甲226mmを貫通できる性能であった。この砲を新設計の単装式の露砲塔に収め、舷側に1基ずつ配置された。砲塔の俯仰能力は仰角15度・俯角5度である。旋回角度は180度の旋回角度を持つ、主砲身の俯仰・砲塔の旋回・砲弾の揚弾・装填は電力で補助に人力を必要とした。発射速度は1分間に1発であった。

## 艦歴
ペラヨは1884年11月にラ・セーヌ造船所に発注され、1885年4月に起工、1887年2月5日に進水、1888年7月に竣工した。竣工後は完熟訓練を本国沿岸で行った。1891年にギリシャを訪問してギリシャ艦隊の観艦式に参列した。1892年にはイタリアのジェノヴァ、ドイツのキールを訪問した。1897年に近代化改装をフランスのラ・セーヌ社に依頼して実施した。しかし、この改装中の1898年4月に米西戦争が勃発した。このときの本艦は武装を撤去していたために、迅速に武装を積み替えて1898年5月14日に仮に再就役をしたが、合衆国海軍の襲撃に備えて一ヶ月間は本国沿岸部に留まった。米西戦争後、本艦はフランスのトゥーロン、ポルトガルのリスボンを表敬訪問して現地の観艦式に参加した。
1900年代には列強各国は弩級戦艦の時代に入っていたが、同海軍では弩級戦艦の整備が遅れていたために本艦が唯一の主力艦として使用され続けた。このため、1909年に勃発したモロッコにおける第2次リーフ戦争において陸軍の紛争鎮圧活動を助けるため海軍も艦砲射撃を行って支援した。
1910年に第二次近代化改装を行ったが、1912年に航路の誤りによりFonduko湾の中で座礁し、修理後は練習艦に類別された。1920年から1921年にかけて砲術練習艦として使用された。本艦は1923年に武装を解除し、1925年に除籍後、廃棄処分された。

1890年代の「ペラヨ」のスペックと外観
1910年代の「ペラヨ」のスペックと外観
1920年代の「ペラヨ」のスペックと外観

## 参考図書
- 「世界の艦船増刊　フランス戦艦史」(海人社)
- 「Conway's All The World's Fighting Ships 1860-1905」(Conway)